# Spouleur d'impression (Windows)
Ne doit pas être confondu avec Architecture d'impression Windows.
Le Spouleur d'impression (Print spooler en anglais) pour Windows est un service de spooling destiné à la gestion des tâches d'impression pour ce système d’exploitation. C'est l'élément principal de l'architecture d'impression Windows et de son sous-système d'impression (WPS pour Windows Printing Subsystem).

## Histoire
Le premier spouleur d'impression pour Windows est sorti en 1985 avec l'édition de la version 1.0 de ce système d’exploitation.

## Gestion des tâches d'impression
Au-delà du chargement des travaux d'impression en mémoire, la désactivation du service de spouleur permet de sortir le sous-système d'impression de certains plantages dus au pilote d'impression.

## Technique
Le spouler d'impression utilise le dossier "C:\WINDOWS\system32\spool\PRINTERS" pour enregistrer les impressions en attente.
Il peut être démarré et arrêté par les commandes « net start spooler » et « net stop spooler ».